# Jan Hirt
Jan Hirt, född 21 januari 1991 i Třebíč, är en tjeckisk professionell tävlingscyklist som tävlar för Intermarché–Circus–Wanty.

## Karriär
Efter två år i Astana gick Hirt inför säsongen 2020 till CCC Team. Inför säsongen 2021 gick han till Intermarché–Wanty–Gobert Matériaux som hade köpt upp CCC Teams licens.
I februari 2022 vann Hirt etapploppet Tour of Oman. Han vann även den femte etappen i tävlingen. I maj samma år vann Hirt den 16:e etappen vid Giro d’Italia som var 202 km lång och gick mellan Salò och Aprica. Vid målgång var han sju sekunder före tvåan Thymen Arensman.